# البراحة
البراحة هو حي يقع في إمارة دبي في الإمارات العربية المتحدة وبلغ عدد سكانها 7,823 نسمة حسب إحصائيات عام 2000م. ووصل العدد إلى (26,520) نسمة في العام 2023 بكثافة سكانية تصل إلى (25,865) فرد/كم² بحسب بيانات مركز دبي للإحصاء، يقع حي البراحة في ديرة، ويتميز بإطلالته على البحر وموقعه الاستراتيجي القريب من الشوارع الرئيسية في دبي، تعبر محطتي مترو ديرة سيتي سنتر وسوق الذهب أقرب محطتين إلى المنطقة، ويعتبر الحي من أقدم المناطق السكنية والخدمية في دبي ويتميز بتوافر جميع أنواع الخدمات، اضافة إلى اشتماله على عدد من المرافق الطبية المتطورة . وتتصل البراحة بمنطقة أبو هيل من خلال دوار السمكة الذي يشهد تجمعا كبيراً للسكان، وتحدها من الجنوب منطقة المطينة، وإلى الشمال منها يقع كورنيش ديرة الذي يعتبر منطقة سياحية وتجارية مهمة، ومن أهم المناطق القريبة من البراحة سوق الذهب، ودوار الساعة، وبيت التراث، ومتحف المرأة، ودبي دولفيناريوم الذي يبعد عنها قرابة 15 دقيقة. ويعتقد أن تسمية البراحة جائت من مساحتها الكبيرة وامتدادها حيث كانت تشكل مصيفاً للسكان في السابق.